# Liga FUTVE
Liga FUTVE – najwyższa klasa rozgrywkowa piłki nożnej mężczyzn w Wenezueli. Występuje w niej czternaście klubów, z których najlepszy zostaje mistrzem Wenezueli.
Rozgrywki są toczone systemem ligowo-pucharowym. Roczny sezon jest podzielony na wiosenną fazę Apertura i jesienną fazę Clausura. W obydwóch z tych faz osiem najlepszych zespołów kwalifikuje się do półfinałów, rozgrywanych w ramach dwóch grup po cztery zespoły. Zwycięzcy tych grup spotykają się w meczu o zwycięstwo fazy. Na koniec roku zwycięzcy Apertury i Clausury spotykają się na koniec roku w meczu finałowym ligi, którego zwycięzca zdobywa tytuł mistrzowski. Co roku najsłabsza drużyna z sumarycznej tabeli Apertury i Clausury spada do drugiej ligi. Mistrz i wicemistrz Wenezueli, a także dwie najlepsze drużyny z sumarycznej tabeli Apertury i Clausury kwalifikują się do rozgrywek Copa Libertadores, zaś przegrani finaliści Apertury i Clausury oraz dwie najlepsze zespoły z sumarycznej tabeli Apertury i Clausury, które nie zakwalifikowały się do Copa Libertadores, kwalifikują się do rozgrywek Copa Sudamericana.
Pierwsza edycja ligi odbyła się w 1921 roku, zaś rozgrywki mają charakter profesjonalny od 1957 roku.
Najbardziej utytułowanymi wenezuelskimi klubami piłkarskimi są Caracas FC i Deportivo Táchira.

## Aktualny skład
|  |  | Klub                    | Miasto         | Założenie | Stadion                       | Pojemność     |
|  |  | ----------------------- | -------------- | --------- | ----------------------------- | ------------- |
|  |  | Academia Puerto Cabello | Puerto Cabello | 2014      | Complejo Deportivo Socialista | 6 000 miejsc  |
|  |  | Angostura               | Ciudad Bolívar | 2007      | Ricardo Tulio Maya            | 2 500 miejsc  |
|  |  | Carabobo                | Valencia       | 1997      | Polideportivo Misael Delgado  | 10 400 miejsc |
|  |  | Caracas                 | Caracas        | 1967      | Olímpico UCV                  | 20 900 miejsc |
|  |  | Deportivo La Guaira     | La Guaira      | 2008      | Olímpico UCV                  | 20 900 miejsc |
|  |  | Deportivo Táchira       | San Cristóbal  | 1974      | Polideportivo de Pueblo Nuevo | 38 755 miejsc |
|  |  | Estudiantes Mérida      | Mérida         | 1971      | Metropolitano de Mérida       | 42 200 miejsc |
|  |  | Inter Barinas           | Barinas        | 2015      | Agustín Tovar                 | 30 000 miejsc |
|  |  | Metropolitanos          | Caracas        | 2012      | Olímpico UCV                  | 20 900 miejsc |
|  |  | Monagas                 | Maturín        | 1987      | Monumental de Maturín         | 51 796 miejsc |
|  |  | Portuguesa              | Araure         | 1972      | General José Antonio Páez     | 14 000 miejsc |
|  |  | Rayo Zuliano            | Maracaibo      | 2005      | José Encarnación Romero       | 40 800 miejsc |
|  |  | UCV                     | Caracas        | 1950      | Olímpico UCV                  | 20 900 miejsc |
|  |  | Zamora                  | Barinas        | 2002      | Agustín Tovar                 | 30 000 miejsc |

## Triumfatorzy
| 1921      | América (1)                | b.d.        | Centro Atlético           | brak danych               | brak danych               | brak danych | brak danych               | América                |
| 1922      | Centro Atlético (1)        | b.d.        | América                   | brak danych               | brak danych               | brak danych | brak danych               | Centro Atlético        |
| 1923      | América (2)                | b.d.        | Centro Atlético           | brak danych               | brak danych               | brak danych | brak danych               | América                |
| 1924      | Centro Atlético (2)        | b.d.        | Vargas                    | brak danych               | brak danych               | brak danych | brak danych               | Centro Atlético        |
| 1925      | Loyola (1)                 | b.d.        | Venzóleo                  | brak danych               | brak danych               | brak danych | brak danych               | Loyola                 |
| 1926      | Centro Atlético (3)        | b.d.        | Venzóleo                  | brak danych               | brak danych               | brak danych | brak danych               | Centro Atlético        |
| 1927      | Venzóleo (1)               | b.d.        | Centro Atlético           | brak danych               | brak danych               | brak danych | brak danych               | Venzóleo               |
| 1928      | Deportivo Venezuela (1)    | 4–1         | Centro Atlético           | brak danych               | brak danych               | brak danych | brak danych               | Deportivo Venezuela    |
| 1929      | Deportivo Venezuela (2)    | b.d.        | Unión                     | brak danych               | brak danych               | brak danych | brak danych               | Deportivo Venezuela    |
| 1930      | Centro Atlético (4)        | 2–0         | Unión                     | brak danych               | brak danych               | brak danych | brak danych               | Centro Atlético        |
| 1931      | Deportivo Venezuela (3)    | brak        | Centro Atlético           | brak danych               | brak danych               | brak danych | brak danych               | Deportivo Venezuela    |
| 1932      | Unión (1)                  | brak        | Dos Caminos               | brak danych               | brak danych               | brak danych | brak danych               | Unión                  |
| 1933      | Deportivo Venezuela (4)    | brak        | Dos Caminos               | brak danych               | brak danych               | brak danych | brak danych               | Deportivo Venezuela    |
| 1934      | Unión (2)                  | b.d.        | Dos Caminos               | brak danych               | brak danych               | brak danych | brak danych               | Unión                  |
| 1935      | Unión (3)                  | b.d.        | Dos Caminos               | brak danych               | brak danych               | brak danych | brak danych               | Unión                  |
| 1936      | Dos Caminos (1)            | 3–0         | Centro Atlético           | brak danych               | brak danych               | brak danych | brak danych               | Dos Caminos            |
| 1937      | Dos Caminos (2)            | brak        | Litoral                   | brak danych               | brak danych               | brak danych | brak danych               | Dos Caminos            |
| 1938      | Dos Caminos (3)            | b.d.        | Litoral                   | brak danych               | brak danych               | brak danych | brak danych               | Dos Caminos            |
| 1939      | Unión (4)                  | b.d.        | Litoral                   | brak danych               | brak danych               | brak danych | brak danych               | Unión                  |
| 1940      | Unión (5)                  | brak        | Dos Caminos               | Hermán Ettedgui           | Unión                     | 12          | brak danych               | Unión                  |
| 1941      | Litoral (1)                | brak        | Dos Caminos               | brak danych               | brak danych               | brak danych | brak danych               | Litoral                |
| 1942      | Dos Caminos (4)            | b.d.        | Loyola                    | brak danych               | brak danych               | brak danych | brak danych               | Dos Caminos            |
| 1943      | Loyola (2)                 | b.d.        | Litoral                   | brak danych               | brak danych               | brak danych | brak danych               | Loyola                 |
| 1944      | Loyola (3)                 | b.d.        | Dos Caminos               | brak danych               | brak danych               | brak danych | brak danych               | Loyola                 |
| 1945      | Dos Caminos (5)            | b.d.        | Loyola                    | brak danych               | brak danych               | brak danych | brak danych               | Dos Caminos            |
| 1946      | Deportivo Español (1)      | b.d.        | Centro Atlético           | brak danych               | brak danych               | brak danych | brak danych               | Deportivo Español      |
| 1947      | Unión (6)                  | b.d.        | UCV                       | brak danych               | brak danych               | brak danych | brak danych               | Unión                  |
| 1948      | Loyola (4)                 | b.d.        | Unión                     | brak danych               | brak danych               | brak danych | brak danych               | Loyola                 |
| 1949      | Dos Caminos (6)            | b.d.        | UCV                       | brak danych               | brak danych               | brak danych | brak danych               | Dos Caminos            |
| 1950      | Unión (7)                  | b.d.        | La Salle                  | brak danych               | brak danych               | brak danych | brak danych               | Unión                  |
| 1951      | UCV (1)                    | brak        | Loyola                    | brak danych               | brak danych               | brak danych | brak danych               | UCV                    |
| 1952      | La Salle (1)               | brak        | Loyola                    | brak danych               | brak danych               | brak danych | brak danych               | La Salle               |
| 1953      | UCV (2)                    | brak        | La Salle                  | brak danych               | brak danych               | brak danych | brak danych               | UCV                    |
| 1954      | Deportivo Vasco (1)        | brak        | Loyola                    | brak danych               | brak danych               | brak danych | brak danych               | Deportivo Vasco        |
| 1955      | La Salle (2)               | brak        | Deportivo Español         | brak danych               | brak danych               | brak danych | brak danych               | La Salle               |
| 1956      | Banco Obrero (1)           | brak        | La Salle                  | brak danych               | brak danych               | brak danych | brak danych               | Banco Obrero           |
| 1957      | UCV (3)                    | brak        | La Salle                  | Tonho                     | UCV                       | 12          | Orlando Fantoni           | UCV                    |
| 1958      | Deportivo Portugués (1)    | brak        | Deportivo Español         | René Irazque              | Deportivo Portugués       | 6           | Orlando Fantoni (2)       | Deportivo Portugués    |
| 1959      | Deportivo Español (1)      | brak        | Deportivo Portugués       | Abel Benítez              | Deportivo Español         | 15          | Delfín Benítez Cáceres    | Deportivo Español      |
| 1960      | Deportivo Portugués (2)    | brak        | Deportivo Español         | José Luis Iglesias        | Deportivo Portugués       | 9           | Javier Ferreira           | Deportivo Portugués    |
| 1961      | Deportivo Italia (1)       | brak        | Banco Agrícola y Pecuario | Antonio Ravelo            | Banco Agrícola y Pecuario | 11          | Orlando Fantoni (3)       | Deportivo Italia       |
| 1962      | Deportivo Portugués (3)    | 3–0         | UCV                       | Jaime Araújo              | UCV                       | 16          | Emilio Huguet             | Deportivo Portugués    |
| 1962      | Deportivo Portugués (3)    | 3–0         | UCV                       | Jaime Araújo              | UCV                       | 16          | Emilio Huguet             | Deportivo Portugués    |
| 1963      | Deportivo Italia (2)       | 2–1         | Deportivo Portugués       | Nino                      | Deportivo Portugués       | 15          | Orlando Fantoni (4)       | Deportivo Italia       |
| 1964      | Deportivo Galicia (1)      | 2–0         | Tiquire Flores            | Helio Rodrígues           | Tiquire Flores            | 12          | Julio César Britos        | Deportivo Galicia      |
| 1964      | Deportivo Galicia (1)      | 2–2         | Tiquire Flores            | Helio Rodrígues           | Tiquire Flores            | 12          | Julio César Britos        | Deportivo Galicia      |
| 1965      | Lara (1)                   | brak        | Deportivo Italia          | Mario Mateo               | Lara                      | 16          | Gaetano Pintón            | Lara                   |
| 1966      | Deportivo Italia (3)       | brak        | Deportivo Galicia         | Ratto                     | Deportivo Portugués       | 20          | Orlando Fantoni (5)       | Deportivo Italia       |
| 1967      | Deportivo Portugués (4)    | brak        | Deportivo Galicia         | João Ramos                | Deportivo Portugués       | 28          | José Julián Hernández     | Deportivo Portugués    |
| 1968      | Canarias (1)               | brak        | Deportivo Italia          | Raimundinho               | Deportivo Portugués       | 21          | Manuel Arias              | Canarias               |
| 1969      | Deportivo Galicia (2)      | brak        | Valencia                  | Eustaquio Batista         | Deportivo Italia          | 19          | Julio César Britos (2)    | Deportivo Galicia      |
| 1970      | Deportivo Galicia (3)      | 0–0         | Deportivo Italia          | Roland Langón             | Deportivo Galicia         | 13          | Silvio Leite              | Deportivo Galicia      |
| 1970      | Deportivo Galicia (3)      | 1–0         | Deportivo Italia          | Roland Langón             | Deportivo Galicia         | 13          | Silvio Leite              | Deportivo Galicia      |
| 1971      | Valencia (1)               | brak        | Deportivo Italia          | Agostinho Sabara          | Tiquire Aragua            | 20          | Wálter Roque              | Valencia               |
| 1972      | Deportivo Italia (4)       | brak        | Deportivo Galicia         | Francisco Rodríguez       | Anzoátegui                | 18          | Elmo Correa               | Deportivo Italia       |
| 1973      | Portuguesa (1)             | brak        | Valencia                  | José Chiazzaro            | Estudiantes Mérida        | 12          | Wálter Roque (2)          | Portuguesa             |
| 1974      | Deportivo Galicia (4)      | 1–1         | Portuguesa                | José Chiazzaro (2)        | Estudiantes Mérida        | 15          | Wálter Roque (3)          | Deportivo Galicia      |
| 1974      | Deportivo Galicia (4)      | 1–0         | Portuguesa                | José Chiazzaro (2)        | Estudiantes Mérida        | 15          | Wálter Roque (3)          | Deportivo Galicia      |
| 1975      | Portuguesa (2)             | brak        | Deportivo Galicia         | Pedro Pascual Peralta     | Portuguesa                | 20          | Vladimir Popović          | Portuguesa             |
| 1976      | Portuguesa (3)             | brak        | Estudiantes Mérida        | Pedro Pascual Peralta (2) | Portuguesa                | 25          | Benjamín Fernández        | Portuguesa             |
| 1977      | Portuguesa (4)             | 4–2         | Estudiantes Mérida        | Jairzinho                 | Portuguesa                | 20          | Vladimir Popović (2)      | Portuguesa             |
| 1977      | Portuguesa (4)             | 3–0         | Estudiantes Mérida        | Jairzinho                 | Portuguesa                | 20          | Vladimir Popović (2)      | Portuguesa             |
| 1978      | Portuguesa (5)             | brak        | Deportivo Galicia         | Jorge Andrade             | ULA                       | 23          | Celino Mora               | Portuguesa             |
| 1979      | Deportivo Táchira (1)      | brak        | Deportivo Galicia         | Omar Ferrari              | Portuguesa                | 15          | Esteban Beracochea        | Deportivo Táchira      |
| 1980      | Estudiantes Mérida (1)     | brak        | Portuguesa                | Wilfrido Campos           | Portuguesa                | 15          | Ramón Rodríguez           | Estudiantes Mérida     |
| 1981      | Deportivo Táchira (2)      | brak        | Estudiantes Mérida        | Rafael Angulo             | Deportivo Táchira         | 14          | Esteban Beracochea (2)    | Deportivo Táchira      |
| 1982      | Atlético San Cristóbal (1) | brak        | Deportivo Táchira         | Germán Montero            | Estudiantes Mérida        | 21          | Wálter Roque (4)          | Atlético San Cristóbal |
| 1983      | ULA (1)                    | brak        | Portuguesa                | Johnny Castellanos        | Atlético Zamora           | 13          | Iván García               | ULA                    |
| 1984      | Deportivo Táchira (3)      | brak        | Deportivo Italia          | Sergio Meckler            | Atlético Zamora           | 15          | Carlos Horacio Moreno     | Deportivo Táchira      |
| 1985      | Estudiantes Mérida (2)     | brak        | Deportivo Táchira         | Sergio Meckler (2)        | Deportivo Táchira         | 17          | Iván García (2)           | Estudiantes Mérida     |
| 1986      | UA Táchira (4)             | brak        | Estudiantes Mérida        | Wilton Arreaza            | Caracas                   | 8           | Carlos Horacio Moreno (2) | UA Táchira             |
| 1986/1987 | Marítimo (1)               | brak        | UA Táchira                | Johnny Castellanos (2)    | Portuguesa                | 16          | Rafael Santana            | Marítimo               |
| 1987/1988 | Marítimo (2)               | brak        | UA Táchira                | Miguel González           | UA Táchira                | 22          | Alfredo López             | Marítimo               |
| 1988/1989 | Mineros (1)                | brak        | Pepeganga Margarita       | Johnny Castellanos (3)    | Mineros                   | 24          | Alfredo López (2)         | Mineros                |
| 1989/1990 | Marítimo (3)               | brak        | UA Táchira                | Herbert Márquez           | Marítimo                  | 19          | Rafael Santana (2)        | Marítimo               |
| 1990/1991 | ULA (2)                    | brak        | Marítimo                  | Alexander Bottini         | Monagas                   | 15          | Carlos Diéz               | ULA                    |
| 1991/1992 | Caracas (1)                | brak        | Minervén                  | Andreas Vogler            | Caracas                   | 25          | Manuel Plasencia          | Caracas                |
| 1992/1993 | Marítimo (4)               | 0–1         | Minervén                  | Herbert Márquez (2)       | Marítimo                  | 21          | Miguel Sabina             | Marítimo               |
| 1992/1993 | Marítimo (4)               | 1–0 (7–6 k) | Minervén                  | Herbert Márquez (2)       | Marítimo                  | 21          | Miguel Sabina             | Marítimo               |
| 1993/1994 | Caracas (2)                | brak        | Trujillanos               | Rodrigo Soto              | Trujillanos               | 20          | Manuel Plasencia (2)      | Caracas                |
| 1994/1995 | Caracas (3)                | brak        | Minervén                  | Rogeiro da Silva          | Mineros                   | 30          | Pedro Febles              | Caracas                |
| 1995/1996 | Minervén (1)               | brak        | Mineros                   | José Luis Dolgetta        | Caracas                   | 24          | Raúl Cavalleri            | Minervén               |
| 1996/1997 | Caracas (4)                | 3–1         | Atlético Zulia            | Rafael Castellín          | Caracas                   | 19          | Manuel Plasencia (3)      | Caracas                |
| 1996/1997 | Caracas (4)                | 5–0         | Atlético Zulia            | Rafael Castellín          | Caracas                   | 19          | Manuel Plasencia (3)      | Caracas                |
| 1997/1998 | Atlético Zulia (1)         | 1–0         | Estudiantes Mérida        | José Luis Dolgetta (2)    | Estudiantes Mérida        | 22          | Ratomir Dujković          | Atlético Zulia         |
| 1997/1998 | Atlético Zulia (1)         | 4–0         | Estudiantes Mérida        | José Luis Dolgetta (2)    | Carabobo                  | 22          | Ratomir Dujković          | Atlético Zulia         |
| 1998/1999 | Deportivo ItalChacao (5)   | 5–1         | UA Táchira                | Gustavo Fonseca           | Internacional Lara        | 24          | Raúl Cavalleri (2)        | Deportivo ItalChacao   |
| 1998/1999 | Deportivo ItalChacao (5)   | 2–1         | UA Táchira                | Gustavo Fonseca           | Internacional Lara        | 24          | Raúl Cavalleri (2)        | Deportivo ItalChacao   |
| 1999/2000 | Deportivo Táchira (5)      | brak        | Deportivo ItalChacao      | Juan García               | Caracas                   | 24          | Wálter Roque (5)          | Deportivo Táchira      |
| 2000/2001 | Caracas (5)                | brak        | Trujillanos               | Martín Brignani           | Estudiantes Mérida        | 12          | Carlos Horacio Moreno (3) | Caracas                |
| 2001/2002 | Nacional Táchira (1)       | 3–3         | Estudiantes Mérida        | Juan García (2)           | Nacional Táchira          | 34          | Carlos Maldonado          | Nacional Táchira       |
| 2001/2002 | Nacional Táchira (1)       | 0–0 (5–3 k) | Estudiantes Mérida        | Juan García (2)           | Nacional Táchira          | 34          | Carlos Maldonado          | Nacional Táchira       |
| 2002/2003 | Caracas (6)                | 1–1         | Maracaibo                 | Juan García (3)           | Monagas                   | 19          | Noel Sanvicente           | Caracas                |
| 2002/2003 | Caracas (6)                | 3–0         | Maracaibo                 | Juan García (3)           | Mineros                   | 19          | Noel Sanvicente           | Caracas                |
| 2003/2004 | Caracas (7)                | brak        | Deportivo Táchira         | Juan García (4)           | Mineros                   | 18          | Noel Sanvicente (2)       | Caracas                |
| 2004/2005 | Maracaibo (1)              | brak        | Caracas                   | Daniel Delfino            | Carabobo                  | 19          | Carlos Maldonado (2)      | Maracaibo              |
| 2005/2006 | Caracas (8)                | 1–1         | Maracaibo                 | Juan García (5)           | Deportivo Táchira         | 21          | Noel Sanvicente (3)       | Caracas                |
| 2005/2006 | Caracas (8)                | 3–0         | Maracaibo                 | Juan García (5)           | Deportivo Táchira         | 21          | Noel Sanvicente (3)       | Caracas                |
| 2006/2007 | Caracas (9)                | 1–0         | Maracaibo                 | Robinson Rentería         | Trujillanos               | 19          | Noel Sanvicente (4)       | Caracas                |
| 2006/2007 | Caracas (9)                | 0–0         | Maracaibo                 | Robinson Rentería         | Trujillanos               | 19          | Noel Sanvicente (4)       | Caracas                |
| 2007/2008 | Deportivo Táchira (6)      | 1–1         | Caracas                   | Alexander Rondón          | Deportivo Anzoátegui      | 19          | Carlos Maldonado (3)      | Deportivo Táchira      |
| 2007/2008 | Deportivo Táchira (6)      | 0–0         | Caracas                   | Alexander Rondón          | Deportivo Anzoátegui      | 19          | Carlos Maldonado (3)      | Deportivo Táchira      |
| 2008/2009 | Caracas (10)               | 1–1         | Deportivo Italia          | Daniel Arismendi          | Maracaibo                 | 17          | Noel Sanvicente (5)       | Caracas                |
| 2008/2009 | Caracas (10)               | 5–0         | Deportivo Italia          | Daniel Arismendi          | Deportivo Táchira         | 17          | Noel Sanvicente (5)       | Caracas                |
| 2008/2009 | Caracas (10)               | 5–0         | Deportivo Italia          | Heatkliff Castillo        | Aragua                    | 17          | Noel Sanvicente (5)       | Caracas                |
| 2009/2010 | Caracas (11)               | 1–0         | Deportivo Táchira         | Norman Cabrera            | Atlético El Vigía         | 20          | Ceferino Bencomo          | Caracas                |
| 2009/2010 | Caracas (11)               | 4–1         | Deportivo Táchira         | Norman Cabrera            | Atlético El Vigía         | 20          | Ceferino Bencomo          | Caracas                |
| 2010/2011 | Deportivo Táchira (7)      | 1–0         | Zamora                    | Daniel Arismendi (2)      | Deportivo Anzoátegui      | 20          | Jorge Luis Pinto          | Deportivo Táchira      |
| 2010/2011 | Deportivo Táchira (7)      | 0–0         | Zamora                    | Daniel Arismendi (2)      | Deportivo Anzoátegui      | 20          | Jorge Luis Pinto          | Deportivo Táchira      |
| 2011/2012 | Deportivo Lara (1)         | brak        | Caracas                   | Rafael Castellín (2)      | Deportivo Lara            | 21          | Eduardo Saragó            | Deportivo Lara         |
| 2012/2013 | Zamora (1)                 | 1–1         | Deportivo Anzoátegui      | Gabriel Torres            | Zamora                    | 20          | Noel Sanvicente (6)       | Zamora                 |
| 2012/2013 | Zamora (1)                 | 2–1         | Deportivo Anzoátegui      | Gabriel Torres            | Zamora                    | 20          | Noel Sanvicente (6)       | Zamora                 |
| 2013/2014 | Zamora (2)                 | 4–1         | Mineros                   | Juan Falcón               | Zamora                    | 19          | Noel Sanvicente (7)       | Zamora                 |
| 2013/2014 | Zamora (2)                 | 0–2         | Mineros                   | Juan Falcón               | Zamora                    | 19          | Noel Sanvicente (7)       | Zamora                 |
| 2014/2015 | Deportivo Táchira (8)      | 0–0         | Trujillanos               | Edwin Aguilar             | Deportivo Anzoátegui      | 23          | Daniel Farías             | Deportivo Táchira      |
| 2014/2015 | Deportivo Táchira (8)      | 1–0         | Trujillanos               | Edwin Aguilar             | Deportivo Anzoátegui      | 23          | Daniel Farías             | Deportivo Táchira      |
| 2015      | Zamora (3)                 | 2–0         | Deportivo La Guaira       | Manuel Arteaga            | Zulia                     | 17          | Francesco Stifano         | Zamora                 |
| 2015      | Zamora (3)                 | 0–1         | Deportivo La Guaira       | Manuel Arteaga            | Zulia                     | 17          | Francesco Stifano         | Zamora                 |
| 2016      | Zamora (4)                 | 2–1         | Zulia                     | Gabriel Torres            | Zamora                    | 22          | Francesco Stifano (2)     | Zamora                 |
| 2016      | Zamora (4)                 | 2–1         | Zulia                     | Gabriel Torres            | Zamora                    | 22          | Francesco Stifano (2)     | Zamora                 |
| 2017      | Monagas (1)                | 0–1         | Deportivo Lara            | Anthony Blondell          | Monagas                   | 24          | Jhonny Ferreira           | Monagas                |
| 2017      | Monagas (1)                | 2–0         | Deportivo Lara            | Anthony Blondell          | Monagas                   | 24          | Jhonny Ferreira           | Monagas                |
| 2018      | Zamora (5)                 | 1–1         | Deportivo Lara            | Anthony Uribe             | Zamora                    | 15          | Alí Cañas                 | Zamora                 |
| 2018      | Zamora (5)                 | 4–0         | Deportivo Lara            | Anthony Uribe             | Zamora                    | 15          | Alí Cañas                 | Zamora                 |
| 2019      | Caracas (12)               | 1–1         | Estudiantes Mérida        | Edder Farías              | Atlético Venezuela        | 18          | Noel Sanvicente (8)       | Caracas                |
| 2019      | Caracas (12)               | 1–1 (4–3 k) | Estudiantes Mérida        | Edder Farías              | Atlético Venezuela        | 18          | Noel Sanvicente (8)       | Caracas                |
| 2020      | Deportivo La Guaira (1)    | 2–0         | Deportivo Táchira         | Richard Blanco            | Mineros                   | 8           | Daniel Farías (2)         | Deportivo La Guaira    |
| 2020      | Deportivo La Guaira (1)    | 2–0         | Deportivo Táchira         | Edder Farías (2)          | Atlético Venezuela        | 8           | Daniel Farías (2)         | Deportivo La Guaira    |
| 2021      | Deportivo Táchira (9)      | 0–0 (4–2 k) | Caracas                   | Samson Akinyoola          | Caracas                   | 18          | Juan Domingo Tolisano     | Deportivo Táchira      |
| 2022      | Metropolitanos (1)         | 1–1 (4–3 k) | Monagas                   | Kevin Viveros             | Carabobo                  | 18          | José María Morr           | Metropolitanos         |
| 2022      | Metropolitanos (1)         | 1–1 (4–3 k) | Monagas                   | Juan Camilo Zapata        | Hermanos Colmenarez       | 18          | José María Morr           | Metropolitanos         |
| 2023      | Deportivo Táchira (10)     | 1–1 (4–1 k) | Caracas                   | Luifer Hernández          | Academia Puerto Cabello   | 17          | Eduardo Saragó (2)        | Deportivo Táchira      |
| 2024      | Deportivo Táchira (11)     | 1–1         | Carabobo                  | Tomás Rodríguez           | Monagas                   | 16          | Edgar Pérez Greco         | Deportivo Táchira      |
| 2024      | Deportivo Táchira (11)     | 0–0 (4–2 k) | Carabobo                  | Juan Camilo Zapata (2)    | Inter Barinas             | 16          | Edgar Pérez Greco         | Deportivo Táchira      |
| 2024      | Deportivo Táchira (11)     | 0–0 (4–2 k) | Carabobo                  | Juan Camilo Zapata (2)    | UCV                       | 16          | Edgar Pérez Greco         | Deportivo Táchira      |

- pd – po dogrywce
- k – seria rzutów karnych
- b.d. – brak danych

W kolumnie „mistrz” w nawiasie podano, który w swojej historii tytuł mistrzowski zdobył dany klub.

W kolumnie „zawodnik” w nawiasie podano, który w swojej karierze tytuł króla strzelców zdobył piłkarz.

W kolumnie „trener” w nawiasie podano, który w swojej karierze tytuł mistrza zdobył trener.

## Klasyfikacja medalowa
| 1.  | Caracas                   | 12 | 5 | 1992 | 1994 | 1995 | 1997 | 2001 | 2003 | 2004 | 2006 | 2007 | 2009 | 2005 | 2008 | 2012 | 2021 | 2023 |      |      |      |      |  |  |  |  |  |
| 1.  | Caracas                   | 12 | 5 | 2010 | 2019 |      |      |      |      |      |      |      |      |      |      |      |      |      |      |      |      |      |  |  |  |  |  |
|     |                           |    |   |      |      |      |      |      |      |      |      |      |      |      |      |      |      |      |      |      |      |      |  |  |  |  |  |
| 2.  | Deportivo Táchira         | 11 | 9 | 1979 | 1981 | 1984 | 1986 | 2000 | 2008 | 2011 | 2015 | 2021 | 2023 | 1982 | 1985 | 1987 | 1988 | 1990 | 1999 | 2004 | 2010 | 2020 |  |  |  |  |  |
| 2.  | Deportivo Táchira         | 11 | 9 | 2024 |      |      |      |      |      |      |      |      |      |      |      |      |      |      |      |      |      |      |  |  |  |  |  |
|     |                           |    |   |      |      |      |      |      |      |      |      |      |      |      |      |      |      |      |      |      |      |      |  |  |  |  |  |
| 3.  | Unión                     | 7  | 3 | 1932 | 1934 | 1935 | 1939 | 1940 | 1947 | 1950 |      |      |      | 1929 | 1930 | 1948 |      |      |      |      |      |      |  |  |  |  |  |
|     |                           |    |   |      |      |      |      |      |      |      |      |      |      |      |      |      |      |      |      |      |      |      |  |  |  |  |  |
| 4.  | Dos Caminos               | 6  | 7 | 1936 | 1937 | 1938 | 1942 | 1945 | 1949 |      |      |      |      | 1932 | 1933 | 1934 | 1935 | 1940 | 1941 | 1944 |      |      |  |  |  |  |  |
|     |                           |    |   |      |      |      |      |      |      |      |      |      |      |      |      |      |      |      |      |      |      |      |  |  |  |  |  |
| 5.  | Deportivo Italia          | 5  | 7 | 1961 | 1963 | 1966 | 1972 | 1999 |      |      |      |      |      | 1965 | 1968 | 1970 | 1971 | 1984 | 2000 | 2009 |      |      |  |  |  |  |  |
|     |                           |    |   |      |      |      |      |      |      |      |      |      |      |      |      |      |      |      |      |      |      |      |  |  |  |  |  |
| 6.  | Portuguesa                | 5  | 3 | 1973 | 1975 | 1976 | 1977 | 1978 |      |      |      |      |      | 1974 | 1980 | 1983 |      |      |      |      |      |      |  |  |  |  |  |
|     |                           |    |   |      |      |      |      |      |      |      |      |      |      |      |      |      |      |      |      |      |      |      |  |  |  |  |  |
| 7.  | Zamora                    | 5  | 1 | 2013 | 2014 | 2015 | 2016 | 2018 |      |      |      |      |      | 2011 |      |      |      |      |      |      |      |      |  |  |  |  |  |
|     |                           |    |   |      |      |      |      |      |      |      |      |      |      |      |      |      |      |      |      |      |      |      |  |  |  |  |  |
| 8.  | Centro Atlético           | 4  | 7 | 1922 | 1924 | 1926 | 1930 |      |      |      |      |      |      | 1921 | 1923 | 1927 | 1928 | 1931 | 1936 | 1946 |      |      |  |  |  |  |  |
|     |                           |    |   |      |      |      |      |      |      |      |      |      |      |      |      |      |      |      |      |      |      |      |  |  |  |  |  |
| 9.  | Deportivo Galicia         | 4  | 6 | 1964 | 1969 | 1970 | 1974 |      |      |      |      |      |      | 1966 | 1967 | 1972 | 1975 | 1978 | 1979 |      |      |      |  |  |  |  |  |
|     |                           |    |   |      |      |      |      |      |      |      |      |      |      |      |      |      |      |      |      |      |      |      |  |  |  |  |  |
| 10. | Loyola                    | 4  | 5 | 1925 | 1943 | 1944 | 1948 |      |      |      |      |      |      | 1942 | 1945 | 1951 | 1952 | 1954 |      |      |      |      |  |  |  |  |  |
|     |                           |    |   |      |      |      |      |      |      |      |      |      |      |      |      |      |      |      |      |      |      |      |  |  |  |  |  |
| 11. | Deportivo Portugués       | 4  | 2 | 1958 | 1960 | 1962 | 1967 |      |      |      |      |      |      | 1959 | 1963 |      |      |      |      |      |      |      |  |  |  |  |  |
|     |                           |    |   |      |      |      |      |      |      |      |      |      |      |      |      |      |      |      |      |      |      |      |  |  |  |  |  |
| 12. | Marítimo                  | 4  | 1 | 1987 | 1988 | 1990 | 1993 |      |      |      |      |      |      | 1991 |      |      |      |      |      |      |      |      |  |  |  |  |  |
|     |                           |    |   |      |      |      |      |      |      |      |      |      |      |      |      |      |      |      |      |      |      |      |  |  |  |  |  |
| 13. | Deportivo Venezuela       | 4  | 0 | 1928 | 1929 | 1931 | 1933 |      |      |      |      |      |      |      |      |      |      |      |      |      |      |      |  |  |  |  |  |
|     |                           |    |   |      |      |      |      |      |      |      |      |      |      |      |      |      |      |      |      |      |      |      |  |  |  |  |  |
| 14. | UCV                       | 3  | 3 | 1951 | 1953 | 1957 |      |      |      |      |      |      |      | 1947 | 1949 | 1962 |      |      |      |      |      |      |  |  |  |  |  |
|     |                           |    |   |      |      |      |      |      |      |      |      |      |      |      |      |      |      |      |      |      |      |      |  |  |  |  |  |
| 15. | Estudiantes Mérida        | 2  | 7 | 1980 | 1985 |      |      |      |      |      |      |      |      | 1976 | 1977 | 1981 | 1986 | 1998 | 2002 | 2019 |      |      |  |  |  |  |  |
|     |                           |    |   |      |      |      |      |      |      |      |      |      |      |      |      |      |      |      |      |      |      |      |  |  |  |  |  |
| 16. | La Salle                  | 2  | 4 | 1952 | 1955 |      |      |      |      |      |      |      |      | 1950 | 1953 | 1956 | 1957 |      |      |      |      |      |  |  |  |  |  |
|     |                           |    |   |      |      |      |      |      |      |      |      |      |      |      |      |      |      |      |      |      |      |      |  |  |  |  |  |
| 17. | Deportivo Español         | 2  | 3 | 1946 | 1959 |      |      |      |      |      |      |      |      | 1955 | 1958 | 1960 |      |      |      |      |      |      |  |  |  |  |  |
|     |                           |    |   |      |      |      |      |      |      |      |      |      |      |      |      |      |      |      |      |      |      |      |  |  |  |  |  |
| 18. | América                   | 2  | 1 | 1921 | 1923 |      |      |      |      |      |      |      |      | 1922 |      |      |      |      |      |      |      |      |  |  |  |  |  |
|     |                           |    |   |      |      |      |      |      |      |      |      |      |      |      |      |      |      |      |      |      |      |      |  |  |  |  |  |
| 19. | ULA                       | 2  | 0 | 1983 | 1991 |      |      |      |      |      |      |      |      |      |      |      |      |      |      |      |      |      |  |  |  |  |  |
|     |                           |    |   |      |      |      |      |      |      |      |      |      |      |      |      |      |      |      |      |      |      |      |  |  |  |  |  |
| 20. | Litoral                   | 1  | 4 | 1941 |      |      |      |      |      |      |      |      |      | 1937 | 1938 | 1939 | 1943 |      |      |      |      |      |  |  |  |  |  |
|     |                           |    |   |      |      |      |      |      |      |      |      |      |      |      |      |      |      |      |      |      |      |      |  |  |  |  |  |
| 21. | Minervén                  | 1  | 3 | 1996 |      |      |      |      |      |      |      |      |      | 1992 | 1993 | 1995 |      |      |      |      |      |      |  |  |  |  |  |
| 21. |                           |    |   |      |      |      |      |      |      |      |      |      |      |      |      |      |      |      |      |      |      |      |  |  |  |  |  |
| 21. | Maracaibo                 | 1  | 3 | 2005 |      |      |      |      |      |      |      |      |      | 2003 | 2006 | 2007 |      |      |      |      |      |      |  |  |  |  |  |
|     |                           |    |   |      |      |      |      |      |      |      |      |      |      |      |      |      |      |      |      |      |      |      |  |  |  |  |  |
| 23. | Venzóleo                  | 1  | 2 | 1927 |      |      |      |      |      |      |      |      |      | 1925 | 1926 |      |      |      |      |      |      |      |  |  |  |  |  |
| 23. |                           |    |   |      |      |      |      |      |      |      |      |      |      |      |      |      |      |      |      |      |      |      |  |  |  |  |  |
| 23. | Valencia                  | 1  | 2 | 1971 |      |      |      |      |      |      |      |      |      | 1969 | 1973 |      |      |      |      |      |      |      |  |  |  |  |  |
| 23. |                           |    |   |      |      |      |      |      |      |      |      |      |      |      |      |      |      |      |      |      |      |      |  |  |  |  |  |
| 23. | Mineros                   | 1  | 2 | 1989 |      |      |      |      |      |      |      |      |      | 1996 | 2014 |      |      |      |      |      |      |      |  |  |  |  |  |
| 23. |                           |    |   |      |      |      |      |      |      |      |      |      |      |      |      |      |      |      |      |      |      |      |  |  |  |  |  |
| 23. | Deportivo Lara            | 1  | 2 | 2012 |      |      |      |      |      |      |      |      |      | 2017 | 2018 |      |      |      |      |      |      |      |  |  |  |  |  |
|     |                           |    |   |      |      |      |      |      |      |      |      |      |      |      |      |      |      |      |      |      |      |      |  |  |  |  |  |
| 27. | Atlético Zulia            | 1  | 1 | 1998 |      |      |      |      |      |      |      |      |      | 1997 |      |      |      |      |      |      |      |      |  |  |  |  |  |
| 27. |                           |    |   |      |      |      |      |      |      |      |      |      |      |      |      |      |      |      |      |      |      |      |  |  |  |  |  |
| 27. | Deportivo La Guaira       | 1  | 1 | 2020 |      |      |      |      |      |      |      |      |      | 2015 |      |      |      |      |      |      |      |      |  |  |  |  |  |
| 27. |                           |    |   |      |      |      |      |      |      |      |      |      |      |      |      |      |      |      |      |      |      |      |  |  |  |  |  |
| 27. | Monagas                   | 1  | 1 | 2017 |      |      |      |      |      |      |      |      |      | 2022 |      |      |      |      |      |      |      |      |  |  |  |  |  |
|     |                           |    |   |      |      |      |      |      |      |      |      |      |      |      |      |      |      |      |      |      |      |      |  |  |  |  |  |
| 30. | Deportivo Vasco           | 1  | 0 | 1954 |      |      |      |      |      |      |      |      |      |      |      |      |      |      |      |      |      |      |  |  |  |  |  |
| 30. |                           |    |   |      |      |      |      |      |      |      |      |      |      |      |      |      |      |      |      |      |      |      |  |  |  |  |  |
| 30. | Banco Obrero              | 1  | 0 | 1956 |      |      |      |      |      |      |      |      |      |      |      |      |      |      |      |      |      |      |  |  |  |  |  |
| 30. |                           |    |   |      |      |      |      |      |      |      |      |      |      |      |      |      |      |      |      |      |      |      |  |  |  |  |  |
| 30. | Lara                      | 1  | 0 | 1965 |      |      |      |      |      |      |      |      |      |      |      |      |      |      |      |      |      |      |  |  |  |  |  |
| 30. |                           |    |   |      |      |      |      |      |      |      |      |      |      |      |      |      |      |      |      |      |      |      |  |  |  |  |  |
| 30. | Canarias                  | 1  | 0 | 1968 |      |      |      |      |      |      |      |      |      |      |      |      |      |      |      |      |      |      |  |  |  |  |  |
| 30. |                           |    |   |      |      |      |      |      |      |      |      |      |      |      |      |      |      |      |      |      |      |      |  |  |  |  |  |
| 30. | Atlético San Cristóbal    | 1  | 0 | 1982 |      |      |      |      |      |      |      |      |      |      |      |      |      |      |      |      |      |      |  |  |  |  |  |
| 30. |                           |    |   |      |      |      |      |      |      |      |      |      |      |      |      |      |      |      |      |      |      |      |  |  |  |  |  |
| 30. | Nacional Táchira          | 1  | 0 | 2002 |      |      |      |      |      |      |      |      |      |      |      |      |      |      |      |      |      |      |  |  |  |  |  |
| 30. |                           |    |   |      |      |      |      |      |      |      |      |      |      |      |      |      |      |      |      |      |      |      |  |  |  |  |  |
| 30. | Metropolitanos            | 1  | 0 | 2022 |      |      |      |      |      |      |      |      |      |      |      |      |      |      |      |      |      |      |  |  |  |  |  |
|     |                           |    |   |      |      |      |      |      |      |      |      |      |      |      |      |      |      |      |      |      |      |      |  |  |  |  |  |
| 37. | Trujillanos               | 0  | 3 |      |      |      |      |      |      |      |      |      |      | 1994 | 2001 | 2015 |      |      |      |      |      |      |  |  |  |  |  |
|     |                           |    |   |      |      |      |      |      |      |      |      |      |      |      |      |      |      |      |      |      |      |      |  |  |  |  |  |
| 38. | Banco Agrícola y Pecuario | 0  | 1 |      |      |      |      |      |      |      |      |      |      | 1961 |      |      |      |      |      |      |      |      |  |  |  |  |  |
| 38. |                           |    |   |      |      |      |      |      |      |      |      |      |      |      |      |      |      |      |      |      |      |      |  |  |  |  |  |
| 38. | Tiquire Flores            | 0  | 1 |      |      |      |      |      |      |      |      |      |      | 1964 |      |      |      |      |      |      |      |      |  |  |  |  |  |
| 38. |                           |    |   |      |      |      |      |      |      |      |      |      |      |      |      |      |      |      |      |      |      |      |  |  |  |  |  |
| 38. | Pepeganga Margarita       | 0  | 1 |      |      |      |      |      |      |      |      |      |      | 1989 |      |      |      |      |      |      |      |      |  |  |  |  |  |
| 38. |                           |    |   |      |      |      |      |      |      |      |      |      |      |      |      |      |      |      |      |      |      |      |  |  |  |  |  |
| 38. | Deportivo Anzoátegui      | 0  | 1 |      |      |      |      |      |      |      |      |      |      | 2013 |      |      |      |      |      |      |      |      |  |  |  |  |  |
| 38. |                           |    |   |      |      |      |      |      |      |      |      |      |      |      |      |      |      |      |      |      |      |      |  |  |  |  |  |
| 38. | Zulia                     | 0  | 1 |      |      |      |      |      |      |      |      |      |      | 2016 |      |      |      |      |      |      |      |      |  |  |  |  |  |
| 38. |                           |    |   |      |      |      |      |      |      |      |      |      |      |      |      |      |      |      |      |      |      |      |  |  |  |  |  |
| 38. | Carabobo                  | 0  | 1 |      |      |      |      |      |      |      |      |      |      | 2024 |      |      |      |      |      |      |      |      |  |  |  |  |  |

Uwagi:
- Deportivo Táchira występował również pod nazwą UA Táchira.
- Deportivo Italia występował również pod nazwą Deportivo ItalChacao.